# Apple Motor Car Company
Apple Motor Car Company war ein US-amerikanischer Hersteller von Automobilen.

## Unternehmensgeschichte
W. A. Apple leitete das Unternehmen mit Sitz in Dayton in Ohio. Im Oktober 1915 präsentierte er erstmals ein Fahrzeug auf einer Automobilausstellung. Der Markenname lautete Apple. Nach Januar 1917 verliert sich die Spur des Unternehmens. Die Verkaufszahlen waren gering.

## Fahrzeuge
Das einzige Modell hatte einen Achtzylindermotor. Eine Quelle meint, es sei ein V8-Motor gewesen. Der Motor leistete 44 PS. Der Radstand betrug 300 cm. Eine Abbildung zeigt einen Tourenwagen.